# Philemon argenticeps
Philemon argenticeps là một loài chim trong họ Meliphagidae.